# Albert Schiffers
Hyazinth Hubert Albert Schiffers (* 5. August 1864 in Aachen; † 26. April 1940 ebenda) war ein deutscher Speditionsunternehmer und Präsident der IHK Aachen.

## Leben und Wirken
Der Sohn des Spediteurs Carl Schiffers (1821–1891) und der Josefine Jungschläger (1823–1898) durchlief im väterlichen Betrieb eine Ausbildung zum Speditionskaufmann und übernahm das Unternehmen nach dem Tod des Vaters. Auf seine Gründungsinitiative hin fusionierten im Jahr 1898 die Speditionsfirmen Carl Schiffers, Charlier & Scheibler, Gebr. Heucken & Co., Charles Fischer und Lünenschloß  zur „Speditions- und Lagerhaus Aktiengesellschaft“ (SPELAG) mit Hauptsitz an der Jülicherstraße im Industriegebiet Aachen-Nord. Schiffers übernahm nach der Fusion den Posten des neuen Generaldirektor der SPELAG. Zwei Jahre später integrierte er noch die Kölner Speditionsfirma Arthur Francken, wodurch Köln neben Aachen zur zweiten Hauptniederlassung wurde. Zweiggeschäfte errichtete er unter anderem in Rotterdam, Arnheim, Venlo, Oldenzaal, Zevenaar und Kaldenkirchen. Bis 1932 konnte Schiffers seinen Betrieb unabhängig auf dem Markt halten, dann wurden zunächst die Aktien durch die Firma Schenker & Co übernommen und schließlich fusionierten im Jahr 1936 beide Unternehmen, wobei die SPELAG als GmbH weitergeführt wurde.
Schiffers setzte sich vor allem in seinen späteren Lebensjahren für die Idee zum Bau des Aachen-Rhein-Kanals ein, für deren Umsetzung ein Verein gegründet worden war, als dessen Präsident er zeitweilig fungierte.
Neben seinen hauptberuflichen Verpflichtungen war Schiffers von 1905 bis 1929 zunächst als Handelsrichter und später als Handelsgerichtsrat tätig. Darüber hinaus gehörte er seit 1908 dem Vorstand der IHK Aachen an und war seit 1924 Vizepräsident und von 1927 bis 1933 Präsident dieser Institution. Sowohl vom Verein Deutscher Spediteure, dem Vorläuferverband des Bundesverbands Spedition und Logistik, als auch von der Internationalen Föderation der Spediteure wurde er zum Vizepräsidenten gewählt. Außerdem saß er von 1907 bis 1914 im Rat der Stadt Aachen und war Mitglied im Ausschuss der Deutschen Bank.
Nach dem Ersten Weltkrieg, aus dem er mit dem EK II entlassen wurde, trat er sowohl dem Club Aachener Casino bei als auch der Erholungs-Gesellschaft Aachen 1837, die er mehrere Jahre lang als Präsident leitete. Darüber hinaus übernahm Schiffers 1925 das Ehrenamt des Vizekonsuls und später das des Honorarkonsuls von Finnland. Im Jahr 1930 gehörte Schiffers zu den Gründungsmitgliedern des Rotary Clubs Aachen. Nachdem er 1933 von dem Dürener Glasfabrikanten Leopold Peill, der die NSDAP seit Anfang der 1930er Jahre engagiert förderte, aus dem Amt des IHK-Präsidenten gedrängt worden war, blieb Schiffers als unabhängiger Unternehmer bis Anfang 1937 Mitglied des Rotary Clubs Aachen.
Für seine vielfältigen Verdienste wurde Schiffes 1934 anlässlich seines 70. Geburtstages zum Ehrenbürger der RWTH Aachen ernannt. Als Kriegsteilnehmer im Ersten Weltkrieg erhielt er das Eiserne Kreuz zweiter Klasse. Darüber hinaus wurde Schiffers unter anderem noch mit dem Ritterkreuz des Roten Adlerorden und des Finnischen Orden der Weißen Rose 1. Klasse ausgezeichnet.
Albert Schiffers war verheiratet mit Elisabeth Sinn (1875–1948), Tochter des Kaufmanns Franz Sinn, mit der er den Sohn Erich (1900–1958) bekam, der zwischen 1930 und 1934 ebenfalls im Vorstand der SPELAG saß. Er starb am 26. April 1940 und fand seine letzte Ruhestätte auf dem Aachener Westfriedhof.